# 限制性片段長度多態性
在分子生物學中，限制性片段長度多態性（英語：restriction fragment length polymorphism, RFLP）具有兩種涵義：一是DNA分子由於核苷酸序列的不同而產生的一種可以用來相互區別的性質；二是一種實驗技術，利用這種性質來比較不同的DNA分子。這種技術可以用於遺傳指紋和親子鑑定。

## 方法
通常，一個獨立樣本的DNA首先被提取和純化。純化後的DNA可以用PCR反應擴增。隨後，用限制性核酸内切酶切成“限制性片段”，每種内切酶只能切除可被它識別的特定序列。隨後，限制性片段通過瓊脂糖凝膠電泳將不同長度的片段分開。得到的凝胶可以通過南方墨點法(Southern blotting)进行强化。
RFLP是第一种被用于作图研究的DNA标记，它们一般有如下特征：1.出于染色体上的位置相对固定；2.同一亲本及其子代相同微点上的多态性片段特征不变；3.同一凝胶电泳可显示不同多态性片段，具有共显性特点。

## 結果
每個個體的酶切位點之間的距離會有差距，這樣限制性片段的長度有區別，不同個體的某個條帶的位置也會不同（也就是“多態性”）。這樣就能從遺傳水平上區分不同個體。RFLP也可以揭示不同個體之間的遺傳關係，因爲孩子從父母處繼承了染色體。這種技術也可以用來判斷各個種的生物之間的關係。

## T-RFLP
T爲terminal縮寫，即端點限制性片段長度多態性。如在16S rRNA分析中，利用一個或一對熒光標記的引物進行PCR擴增。隨後用高頻率的内切酶進行酶切。通過毛細管電泳將切開的片段分離，可檢測端部的限制性片段長度。這是快速鑒別菌株或者簡單群落的方法。